# 曼努埃尔·德尔加多
曼努埃尔·德尔加多（西班牙語：Manuel Delgado，1955年5月19日—），生于巴西里约热内卢，西班牙男子水球运动员。他曾代表西班牙国家队参加1980年夏季奥林匹克运动会水球比赛，获得第4名。